# Триумфальная арка (Киев)
Триумфа́льная а́рка в Киеве — ранее существовавшее деревянное сооружение -триумфальная арка. Была установлена в 1857 году в ознаменование приезда императора Александра ІІ, который ожидался 31 января того же года. Стояла на месте современного Воздухофлотского путепровода. Разобрана в 1890-х годах.
Возле арки происходила торжественная встреча царского поезда. Планировалось поставить на том же месте каменную арку, но собранные для этой цели деньги император предложил потратить на какое-нибудь более полезное дело (со временем на них было открыто Александровское ремесленное училище). 
Проект арки принадлежал  Виктору Гартману, экспонировался на его выставке в 1874 году. Этот проект вдохновил Модеста Мусоргского на создание одной из «Картинок с выставки» — пьесы «Богатырские ворота».